# Хиндах (Хунзахский район)
Хиндах — село в Хунзахском районе Дагестана. Административный центр сельского поселения Хиндахский сельсовет.

## Географическое положение
Расположено на реке Очло, в 17 км к северо-западу от районного центра села Хунзах.

## Население
| 1888 | 1895 | 1926 | 1939 | 1970 | 1989 | 2002 |
| ---- | ---- | ---- | ---- | ---- | ---- | ---- |
| 266  | ↘254 | ↗266 | ↗347 | ↗352 | ↗394 | ↗732 |
| 2010 | 2021 |      |      |      |      |      |
| ↘560 | ↘495 |      |      |      |      |      |

По данным Всероссийской переписи населения 2010 года — моноэтничное аварское село.